# Aldryna
Aldryna – organiczny związek chemiczny z grupy węglowodorów halogenowanych mający postać białego nierozpuszczalnego w wodzie proszku.
Silnie trujący, stosowany jako insektycyd polichlorowy, jest także trujący dla ssaków. Jest stosowany przeciw pędrakom i larwom oraz do dezynfekcji gleb.
Preparaty handlowe to m.in. Aldrin, Agronex TA.

## Otrzymywanie
Aldrynę otrzymać można z norbornadienu i heksachloro-1,3-cyklopentadienu w reakcji Dielsa-Aldera.